# Матильда Фрог
«Мати́льда Фро́г» (англ. Matilda Frog) — огнемётный танк, австралийская модификация британского танка периода Второй Мировой Войны.
Танк был построен на базе среднего английского танка «Матильда II» в конце 1944 г. Вместо танковой пушки устанавливался огнемёт, резервуар с огнесмесью и баллоны со сжатым воздухом размещались в башне на местах наводчика и заряжающего. Дополнительный сбрасываемый бак с огнесмесью, ёмкостью 455 л, размещался на корме корпуса. Остальное аналогично базовому танку «Mk.II «Матильда II»».

## История создания
В начале 1943 года Генеральным штабом была выдана спецификация на танковый огнемет для использования австралийскими частями на Тихом океане. Майором А.Е. Миллером, командиром австралийской мастерской 2/9 бронетанкового полка, были представлены планы огнемета на основе кордита, но никаких мер по его разработке принято не было. Отдельная конструкция Matilda II, использующая топливо на сжатом воздухе, была выпущена Лабораторией снабжения боеприпасами под обозначением «Мобильный Огнемёт Aust No. 1 Mk I». Огнемет был испытан, но имел неудовлетворительную дальность стрельбы 14-19 ярдов (13-17 м). В ноябре 1943 года была сформирована группа, в которую вошел майор Миллер, для изучения потенциальных новых конструкций танкового огнемета. 7 января 1944 года было выдано новое требование на огнемет, устанавливаемый в башне пехотного танка Matilda II, причем разработка должна была быть завершена к 7 февраля 1944 года.
Рабочий проект представлял собой огнемет на основе кордита, доработанный на основе первоначального проекта майора Миллера, однако он требовал изготовления компонентов, что позволило бы продлить срок завершения работ.
Майор Миллер предложил альтернативную конструкцию на основе гидропневматического цилиндра, который можно было изготовить из имеющихся компонентов, и она была одобрена, а бюджет составил 250 фунтов. Новая система использовала гидропневматический поршень с электрическим приводом для создания давления в пламегасителе, и прототип, получивший обозначение «Frog», был завершен 21 февраля 1944 года. Прототип «Фрог» был испытан 2 апреля, и доработанная система была одобрена для производства 25 единиц. Майор Миллер был переведен в подразделение Master General of Ordnance (MGO) для контроля за разработкой и производством. Первый танк был поставлен к 22 июля 1944 года, а 26 июля успешно продемонстрирован командующему австралийскими вооруженными силами генералу Томасу Блэйми на полигоне Монегетта. Серийный огнеметный танк был официально принят на вооружение под названием «Flamethrower, Transportable Frog (Aust) No. 2 Mk I», но более известен как «Matilda Frog».

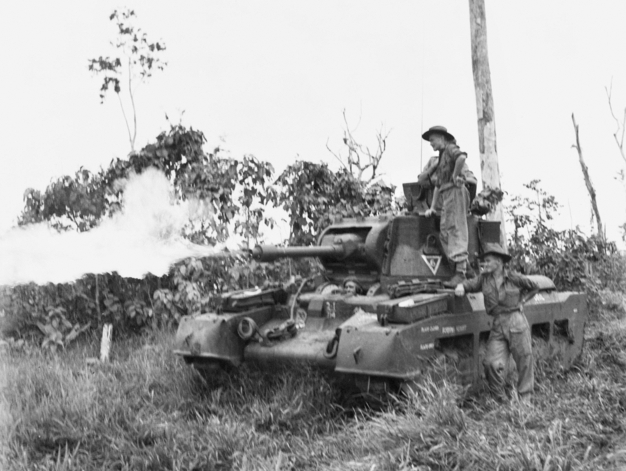
Демонстрация использования огнемёта.

## Описание конструкции
Огнемет на Frog заменил стандартное 2-фунтовое (40 мм/1,57 дюйма) орудие «Матильда II». Огнемёт был заключен в трубу из низкоуглеродистой стали, по конструкции напоминающую 3-дюймовую гаубицу ближнего боя, но оснащенную противовесом на конце ствола для балансировки. Гидравлический траверс штатного орудийного бака был сохранен, а на крыше башни был установлен новый цепно-звездочный механизм с ручным приводом для управления возвышением. Коаксиальный пулемет BESA также был сохранен, хотя из-за большой массы огнемёта его загрузка и обслуживание в бою были крайне затруднены. Самой новой особенностью огнемёта был гидропневматический цилиндр с электрическим приводом, который создавал давление в оружии вместо более традиционного кордита или сжатого газа.
Гидропневматический цилиндр состоял из плавающего поршня, расположенного внутри двух вложенных друг в друга стальных цилиндров. Во время работы во внутренний цилиндр электрическим током подавалось топливо, которое толкало поршень вниз и приводило в действие концевой выключатель. Одновременно воздух во внешнем цилиндре нагнетался под давлением поршня, заряжая оружие для стрельбы. При полном втягивании внутренний цилиндр вмещал 10 галлонов топлива. При стрельбе из оружия освобождался штифтовой клапан, позволяя воздуху, находящемуся под давлением во внешнем цилиндре, расшириться и заставить поршень подняться вверх, тем самым выпустив запасенное топливо через ствол проектора. Педаль управляла выбросом топлива из цилиндра под давлением, а переключатель на траверсе отвечал за включение электрического воспламенителя, расположенного на конце ствола. Отпускание педали или расходование накопленного топлива активировало топливные насосы и повторно заправляло систему.
Позиции командира и заряжающего были заменены 80-галлонным топливным баком «Geletrol» и гидропневматической компрессорной системой, а кресло командира было перенесено и закреплено на напорном цилиндре. Geletrol - это загущенное топливо местного производства, получаемое путем добавления олеата алюминия в бензин, дизельное топливо или бензино-дизельную смесь (называемую «дизель»). Из-за уменьшенного пространства в башне экипаж Matilda Frog состоял всего из трех человек (водитель, наводчик и командир). Испытания проводились с августа по ноябрь 1944 года, однако испытания были прерваны из-за выхода из строя шлангов, соединяющих гидропневматический цилиндр с огнеметом. Для замены резиновых шлангов были разработаны металлические трубы, соединенные шаровыми шарнирами. Разработка оказалась сложной, и эта модернизация не была удовлетворительно реализована до 1945 года, когда танки Frog были переоборудованы на Тихоокеанском театре военных действий, хотя неизвестно, сколько танков было переоборудовано до окончания войны.
В отличие от «Churchill Crocodile», огневое оборудование и топливохранилище полностью размещались на борту танка, не требуя внешнего прицепа. Кроме того, к топливной системе огнемёта было подключено до семи дополнительных топливных баков, 100-галлонный бак (450 л.), установленный на задней палубе вместо штатного внешнего топливного бака, до четырех 32-галлонных баков, уложенных под боковой броней, и два 30-галлонных бака, размещенных в ящиках для хранения в передней части танка. Естественно, экипажи танков были не в восторге от хранения легковоспламеняющихся жидкостей в местах, подверженных вражескому огню, и лобовые баки редко использовались в бою.

### Боевое применение
Эффективная дальность стрельбы из Frog обычно составляла 80-90 ярдов (73-82 м), хотя утверждалось, что в идеальных условиях возможна дальность 140 ярдов (128 м). Максимальная скорострельность составляла 20 галлонов в минуту либо двумя выстрелами по 10 галлонов, либо восемью выстрелами по 2 ½ галлона. После замены основного орудия на огнемёт дальность стрельбы в 90 ярдов может показаться несколько ограниченной, однако в боях в джунглях Тихого океана типичная дальность поражения составляла 15-30 ярдов (13-27 м), что делало Frog более чем эффективным против японских позиций.
Frog был выдан 5, 6, 7 и 8-му отрядам 2/1 разведывательной эскадрильи Австралийской бронетанковой бригады и успешно применялся на Борнео в Таракане и Баликпапане (операции Oboe 1 и 2) и в Лабуане/Брунее (операция Oboe 6). Несмотря на удовлетворительные характеристики Frog, использование системы сжатого воздуха для приведения пламени в движение означало, что между очередями (10 галлонов) требовалось 25-30 секунд ожидания, пока система наберёт достаточное давление. Это, наряду со значительной массой системы, считалось приемлемым, хотя и не слишком желательным.

### Matilda Murray FT
В 1944 году, стремясь устранить проблему перезарядки «Лягушки», появилась модификация огнемётного танка, в котором для стрельбы огнесмесью использовались пороховые заряды. Танк оснащался фугасным огнемётом, который действовал за счет зарядов кордитного пороха. Эта система была продолжением более ранних разработок майора Миллера на основе кордита, в которых использовались компоненты ударного стартера «Бриз» на дизельном двигателе танка M3. Система создавала давление, используя расширяющиеся газы от кордитного заряда для воздействия на поршень в топливной камере пламегасителя. Использование кордита позволило устранить задержку между выстрелами и стрелять очередями, при том, что за счет демонтажа пневматического оборудования удалось увеличить объём основного бака до 130 галлонов, а общий — до 192 галлонов, а также увеличить дальность стрельбы за пределы 100 ярдов (90 м). Кордитная система получила обозначение «Murray FT» и, хотя и была завершена, не поступила на вооружение до окончания войны.
Murray FT был построен в качестве единственного прототипа в 1944 году и испытывался в течение 1944-45 годов с намерением заменить Матильду Фрог, но с окончанием войны в производство так и не был запущен.

## Сохранившиеся экземпляры
- Matilda «Frog» в музее RAAС